# Weiherburgbach
Der Weiherburgbach (auch Weiherbach oder westlicher Weiherburggraben) ist ein linker Zufluss des Inns im Stadtgebiet von Innsbruck.
Er entspringt beim aufgelassenen Höttinger Steinbruch oberhalb des Alpenzoos auf 730 m Seehöhe und fließt südlich zum Inn. Er erreicht eine Länge von 555 Metern und liegt zur Gänze auf Innsbrucker Stadtgebiet.
Der Bach selbst entspringt an der Bank aus Höttinger Brekzie, die namensgebend für den alten Flurnamen Auf dem Grauen Stein für die Hungerburg ist.
Er speist den Zoo mit Frischwasser, welches in einem angelegten Reservoir gesammelt wird. Das restliche Wasser fließt weiter zum Hohen Weg, wo der Bach in den Inn mündet.